# Église Saint-Étienne de Rennes
Pour les articles homonymes, voir Église Saint-Étienne et Saint-Étienne (homonymie).
L'église Saint-Étienne de Rennes est une église catholique romaine située à Rennes. 

## Situation
La façade principale donne sur le carrefour Jouaust, une placette située entre la place du bas des Lices, la rue de Juillet, la rue du Louis d’Or, et le quai Saint-Cast longeant l’Ille.

## Historique
L'église est le seul édifice jamais construit du projet de couvent des Augustins, au XVIIe siècle. Inaugurée le 16 janvier 1700 et dépendant de la paroisse Saint-Étienne, elle leur reste affectée jusqu’à la Révolution française, qui les chasse. Elle est alors dédiée conjointement à saint Étienne et saint Augustin, puis au culte décadaire. L'église est rendue au culte catholique en 1803 sous le seul patronage de saint Étienne. Elle évolue dès lors assez peu, avec plusieurs enjolivements au XIXe siècle, puis des réparations consécutives à la Seconde Guerre mondiale, dont les vitraux brisés de Claudius Lavergne, remplacés par ceux de Joseph Archepel en 1951[réf. nécessaire].
L'église est inscrite au titre des monuments historiques par arrêté du 1er février 1978,,.

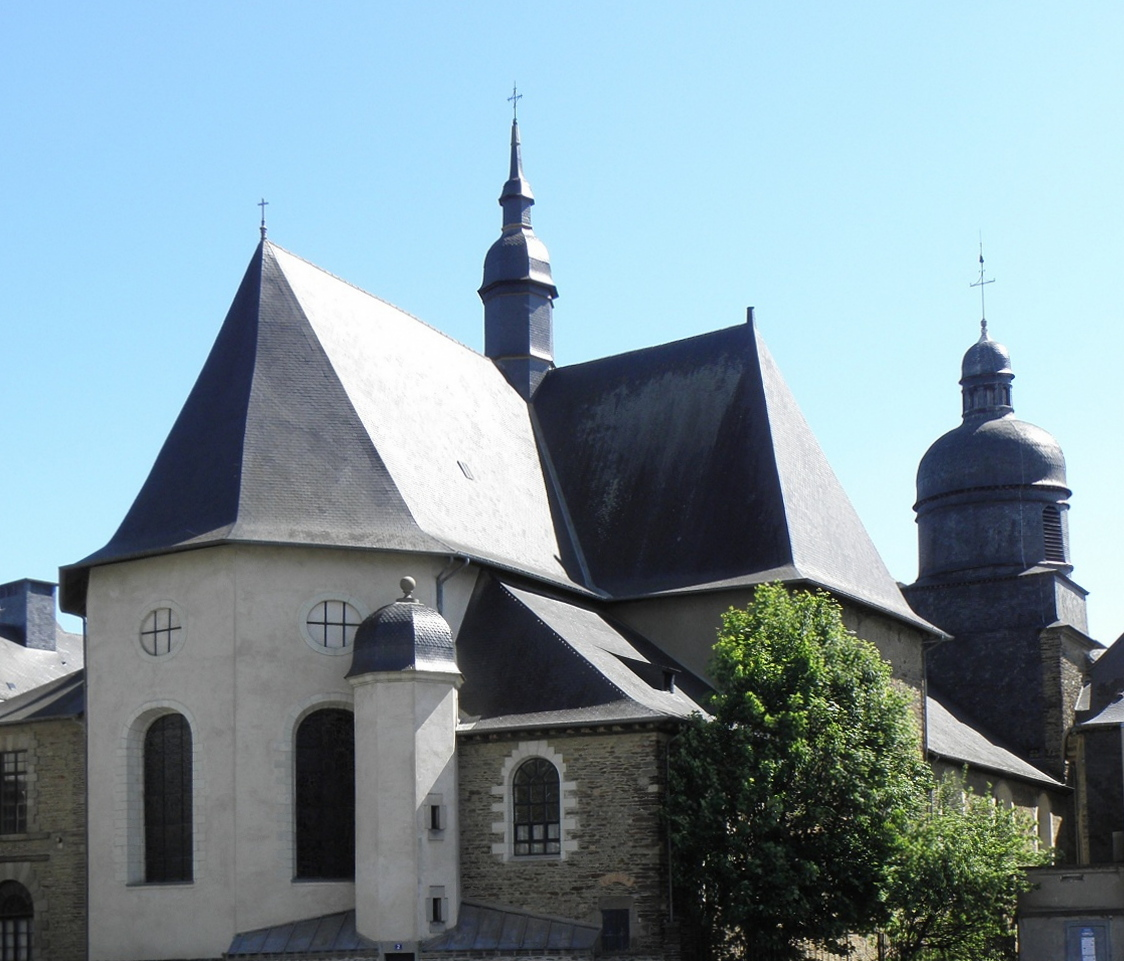
Le chevet avec la tourelle de l’escalier et le dôme à base ovale.
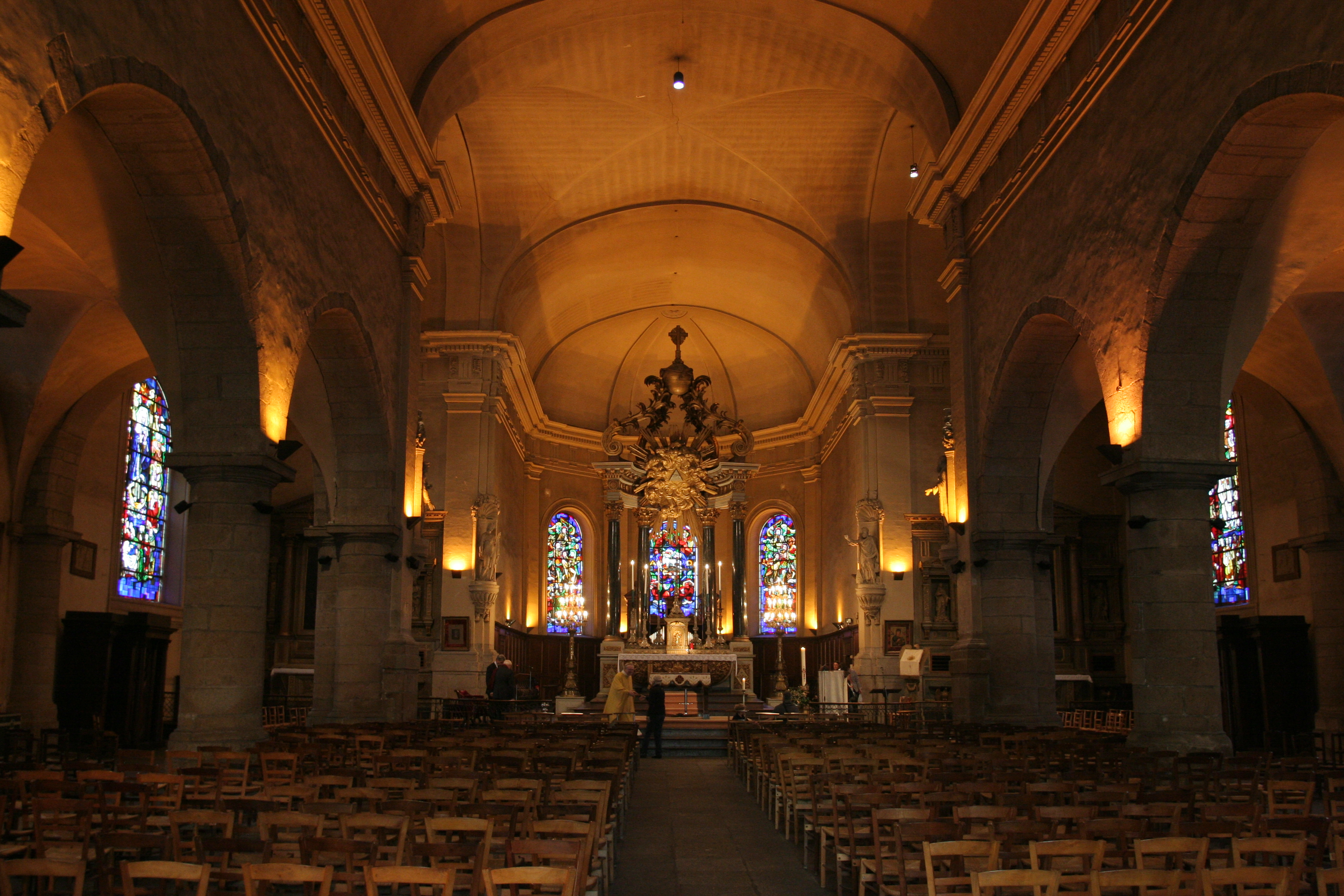
La nef.

Sculptures de Jean-Baptiste Barré ornant la façade
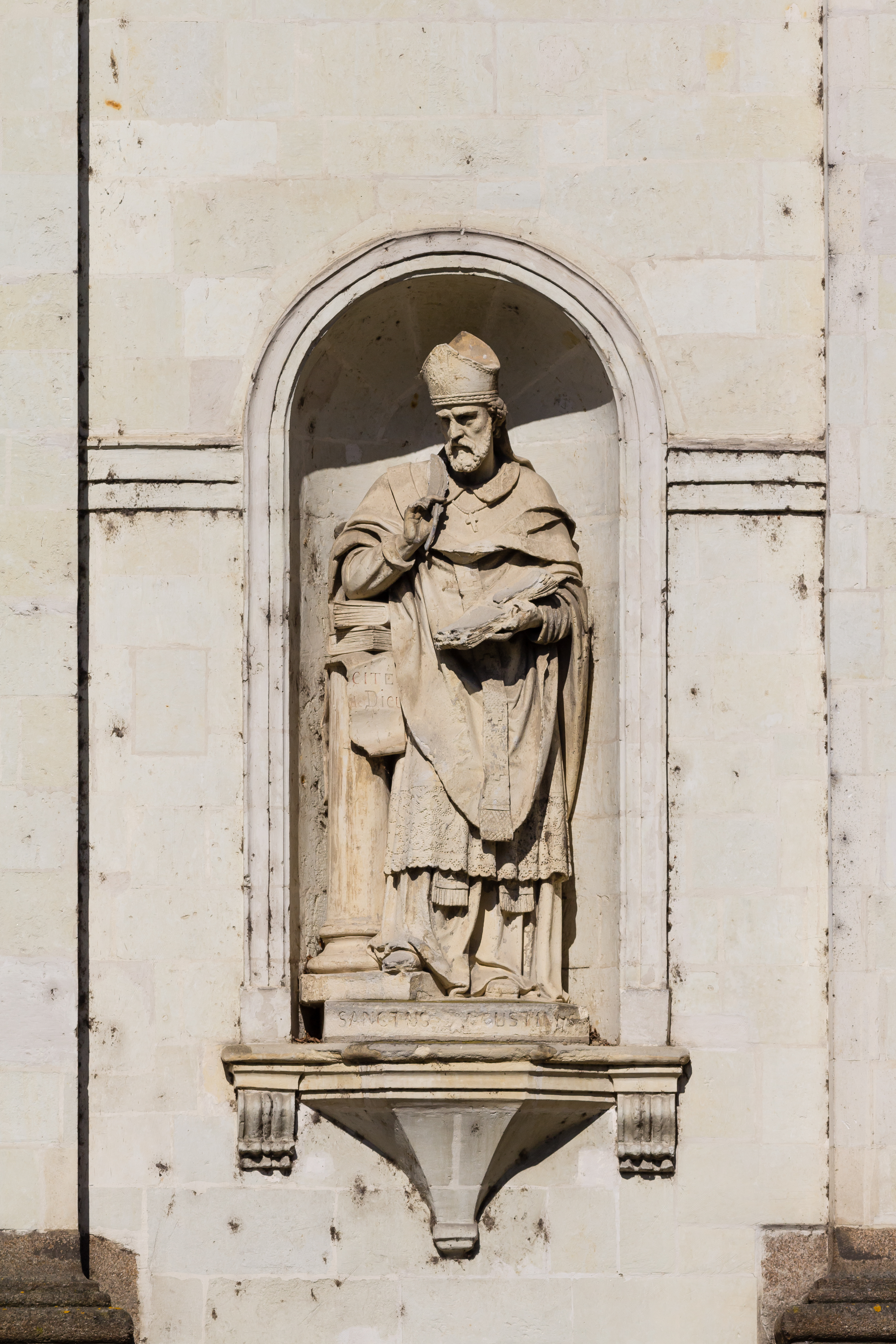
Statue de saint Augustin.
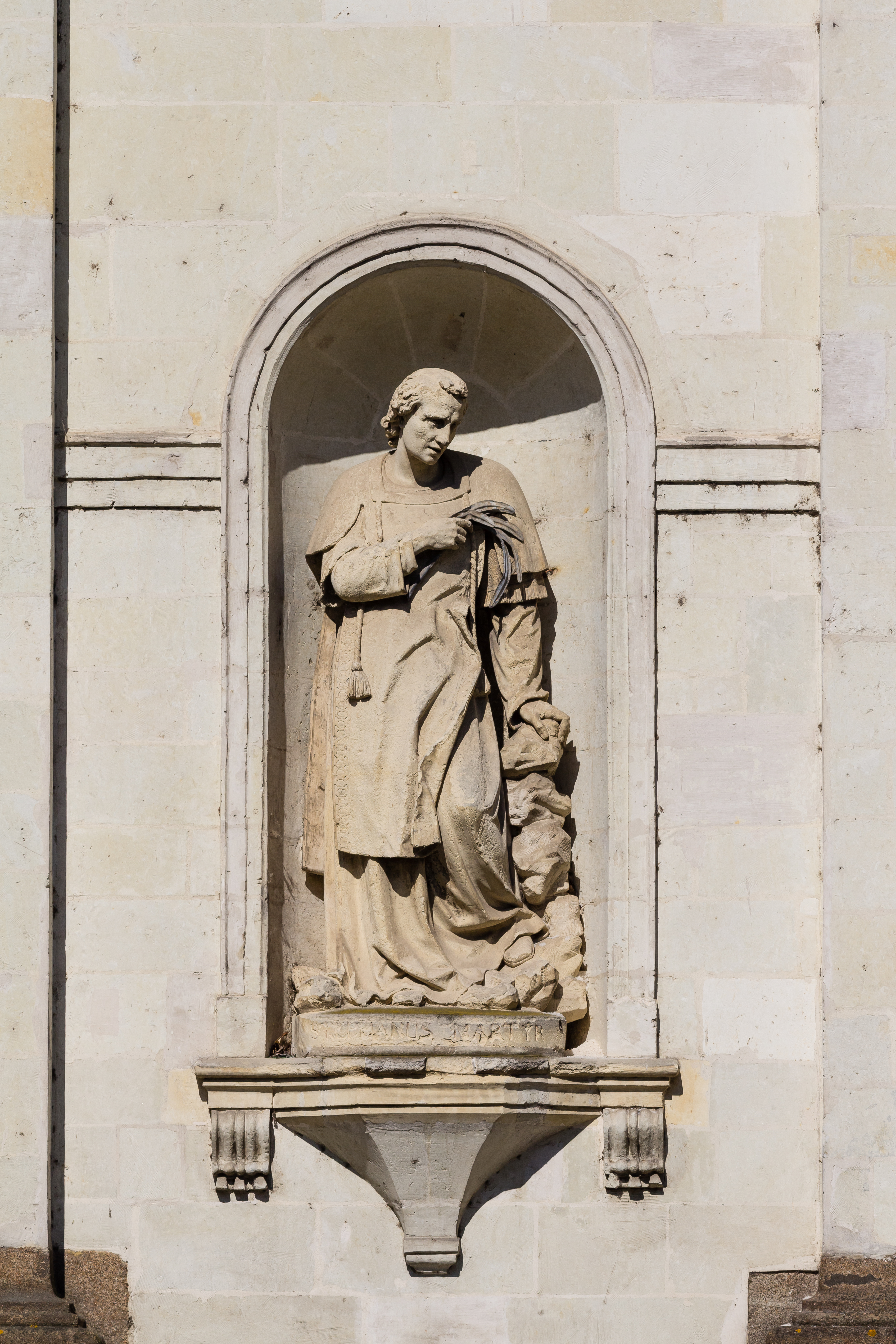
Statue de saint Étienne.
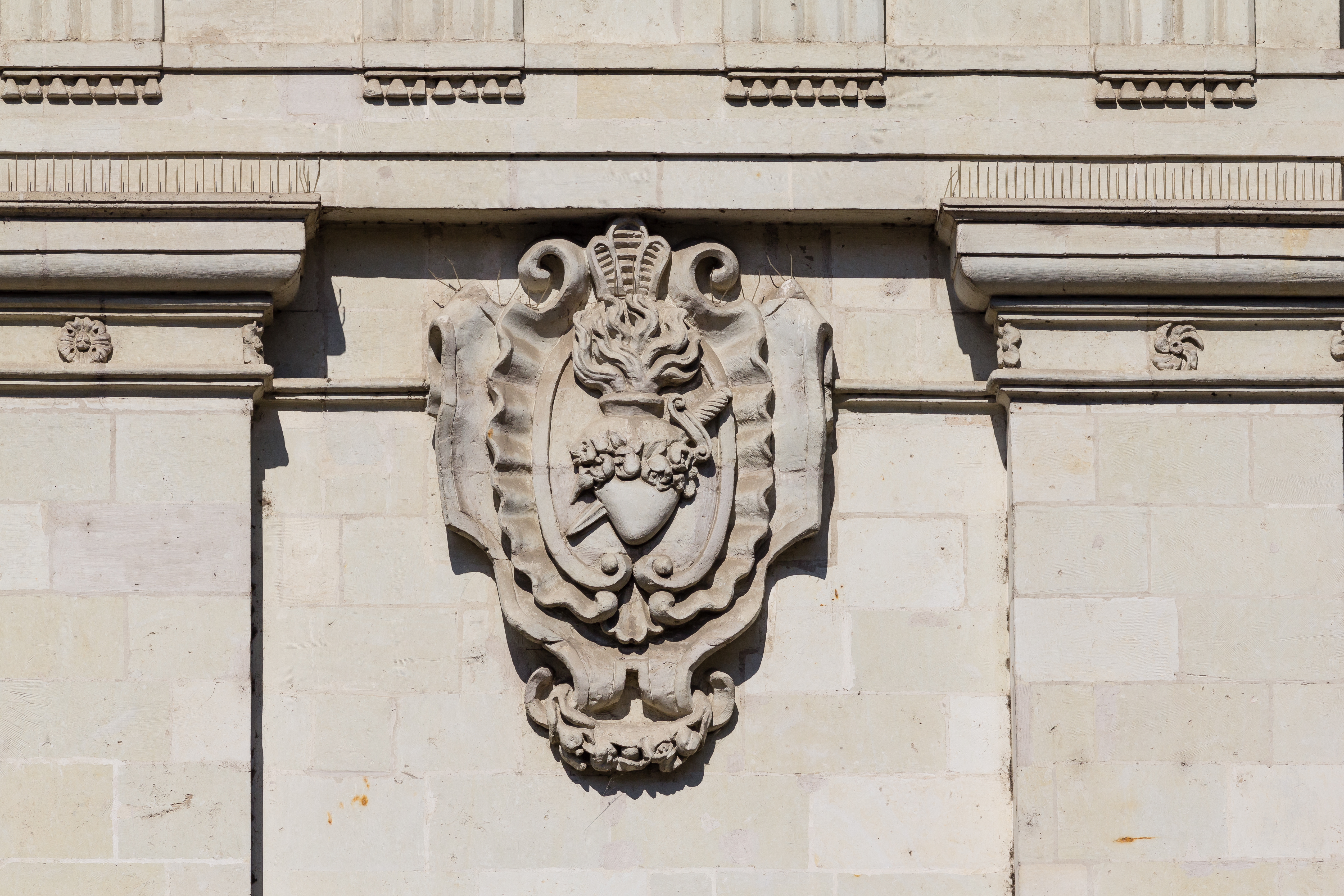
Médaillon du cœur de Marie.
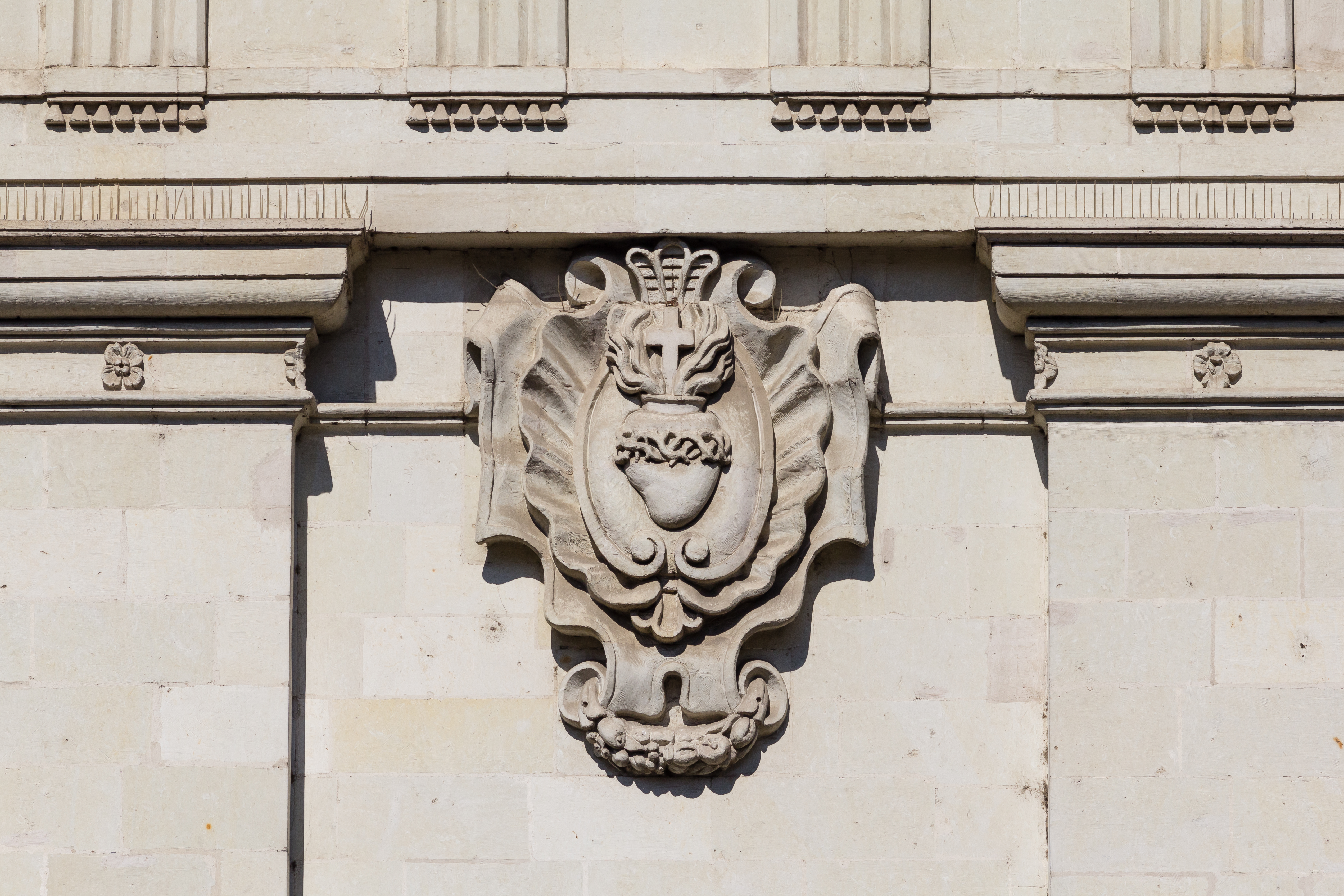
Médaillon du cœur de Jésus.